# W65

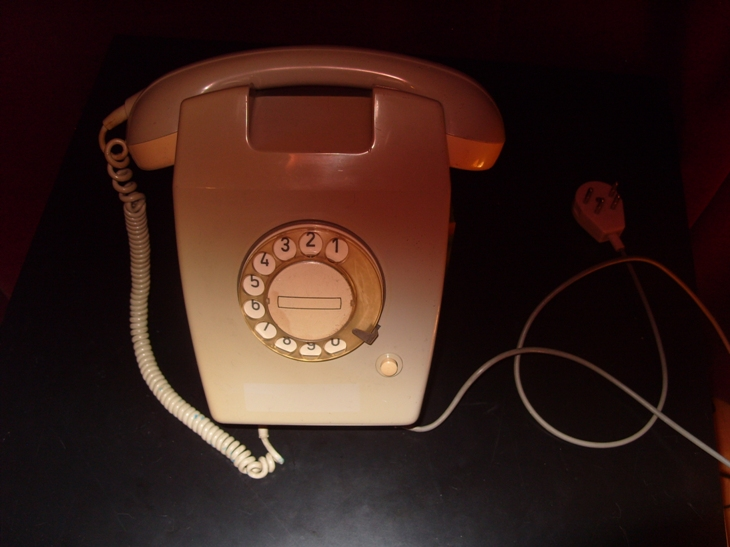
Een W65 uit 1972 met kiesschijf

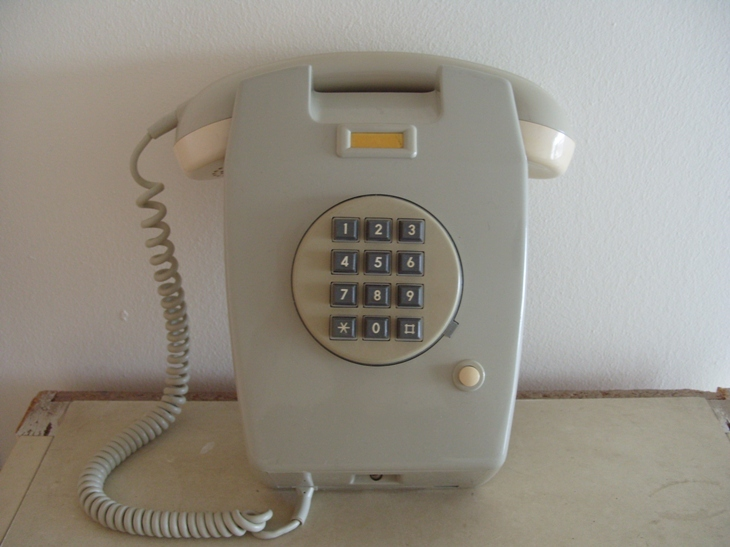
Een W65 met druktoetsen

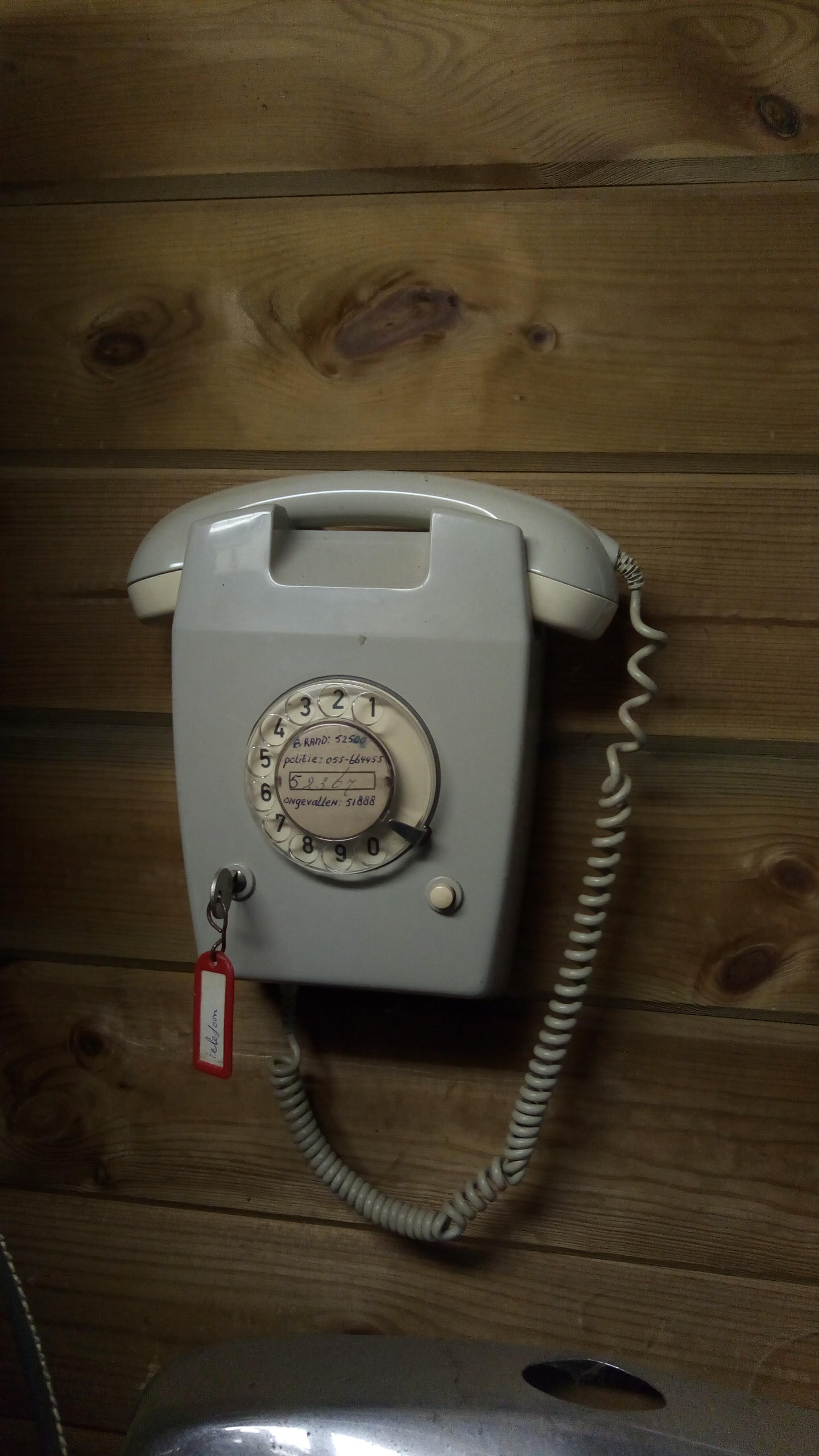
W65 met slot tegen ongewenst gebruik, ca. 1970

De W65 is een telefoontoestel van de PTT dat leverbaar is geweest van 1967 tot aan het begin van de jaren 80. Het toestel werd ontwikkeld door de firma Krone en werd onder licentie ook door Heemaf gemaakt. De uit plastic vervaardigde W65 verving de oudere zwarte bakelieten Norm '51-wandtoestellen.
Het toestel was speciaal bedoeld voor montage aan de wand en was technisch identiek aan het tafelmodel uit de serie, de T65. In tegenstelling tot de T65 was de W65 alleen leverbaar in de kleur grijs. Standaard had het toestel een kiesschijf, maar deze kon worden vervangen door een toetsenunit.